# Аспак-Мішельбак
Аспак-Мішельбак (фр. Aspach-Michelbach) — муніципалітет у Франції, у регіоні Гранд-Ест, департамент Верхній Рейн. Аспак-Мішельбак утворено 1 січня 2016 року шляхом злиття муніципалітетів Аспак-ле-О i Мішельбак. Адміністративним центром муніципалітету є Аспак-ле-О. Населення — 1760 осіб (01.01.2021).